# أوه جي يون
أوه جي يون (بالكورية: 오지은) هي ممثلة كورية جنوبية. ولدت يوم 30 ديسمبر 1981 في سول في كوريا الجنوبية.

## روابط خارجية
- أوه جي يون على موقع IMDb (الإنجليزية)
- أوه جي يون على موقع قاعدة بيانات الفيلم (الإنجليزية)